# 方聲濤
方聲濤（1885年—1934年7月4日），字韻松，福建省福州府侯官县（今福建省福州市）人，中華民國建國初期的政治人物。

## 生平
清光绪二十八年（1902年）留学日本，入东京振武学校学习陆军。1905年加入中国同盟会。归国后任云南讲武堂教官，其学生包括朱德等人。后来还曾任广西兵备处会办等职。1913年“二次革命”中，在江西参加讨袁，任李烈钧部旅长。1915年底，赴云南，任护国军第二军（军长李烈钧）第二梯团团长，入广东驱逐龙济光，任驻粤滇军第四师师长，驻广州及附近地区。
1917年7月，在护法战争中，被孙中山任命为广州卫戍司令，其間接納了為逃避李厚基的迫害而離開福建的鄭祖蔭；10月，随李烈钧率滇军征闽，任第六军军长，后被刺受伤。1918年3月，接任代理征闽靖国军总指挥，他与陈炯明分作南北兩路攻向福建，可是二人产生矛盾。1919年，因靖国军杜起云兵变，赴上海。1921年，在上海组织福建自治促进会，宣传“闽人治闽”；不久，回福建组织福建自治军。1923年初，孙中山任命方声涛为福建民军总司令。1924年春，在大田成立闽军总司令部，自任总司令；9月，赴广东韶关，任孙中山大本营参谋长。1926年，在北伐中，方声涛派吴澍到上海劝说北洋海军总司令杨树庄反正。1927年，任福建政务委员会委员、代主席。方声涛治下的福建，省政府的政令仅达福州附近和闽南的漳浦等10余县，闽北卢兴邦、闽西郭凤鸣、钟绍葵、沿海海军陆战队等，皆割据一方，截留财政，自命官吏。1932年，十九路军进入福建，改组省政府，方声涛到福州涌泉寺出家。
1934年7月4日，方聲濤因败血症病逝於上海。

## 家庭
其同辈家人中一共有6人加入了中国同盟会，方聲濤的七弟方聲洞亦為知名清末政治人物，参加了黄花岗起义，是黄花岗七十二烈士之一。

## 爭議
民國十九年（1930年），方聲濤在擔任福建省政府代主席時說：「三条簪是蛮俗，有伤风化。」於是叫福州警察局下令嚴禁，並強行制止，見有如此打扮進城的，當街拔下她們的頭簪，扭曲丟棄。此行為招致當地福州傳統女性的不滿，發動了一場「三把刀」農婦挑糞大鬧省城警署的風波，之後本土福州市民大罵方聲濤是：「讀書讀遘股川底」（读书读到屁股沉到河底）。